# TeaM-TL
TeaM-TL – dystrybucja Linuksa typu Live CD, powstała przez znaczne rozszerzenie dystrybucji Slax pochodzącej wprost od Slackware.
Powstała pod koniec 2004 w Polsce. Pierwotnie nazywała się SlaX-TL, dla zaznaczenia pochodzenia (małe litery symbolizowały dostosowanie bazowego SLAX-a) i zawartości: TeXLive. Ze względu na możliwe zastrzeżenia co do nazwy, w maju 2005 nazwa została zmieniona na TeaM-TL.
TeaM-TL, w odróżnieniu od praktycznie wszystkich dystrybucji Live CD, zawiera system TeX i przeznaczony jest dla osób chcących posiadać kompletne i skonfigurowane środowisko do TeX-owania, z edytorami i pomocniczymi narzędziami. Jako jedyna zawiera zamiast TeTeX-a potężną dystrybucję TeX-a o nazwie TeXLive.
Bazowy Slax został przede wszystkim spolonizowany i uzupełniony tak, by polski użytkownik TeX-a miał gotowe do pracy przenośne, wygodne i estetyczne środowisko.
Oprócz TeXLive, który zajmuje większość miejsca na płycie CD, użytkownicy znajdą prekonfigurowane edytory: Emacs, Vim, Kile, LyX. Ponadto są narzędzia do obróbki grafiki (GIMP), profesjonalnych wykresów (gnuplot), serwer (Samba) dla łatwego udostępniania plików komputerom z Windows oraz mały i szybki serwer WWW (thttpd).
Wszystkie edycje zawierają CVS i Subversion. Po uruchomieniu systemu możemy pobrać pliki z repozytorium, edytować je i wysłać z powrotem do repozytorium. Znika wówczas problem braku możliwości zapisu wyników pracy na dysku. Dane są bezpieczne w repozytorium. Korzystanie z lokalnego dysku okazuje się być niepraktyczne.
Od czerwca 2005 wydawane są równolegle edycje CD (700MB) i DVD (>1,3GB). Edycja DVD jest znacznie rozszerzona i uzupełniona o wiele dodatkowych narzędzi i programów. Dodano aplikacje naukowe (Octave, Maxima, Scilab), OpenOffice.org, uzupełniono KDE i wiele innych
Praca nad dystrybucją jest wspierana przez Polską Grupę Użytkowników Systemu TeX.